# Haut-Loquin
Haut-Loquin (niederländisch Hoog-Loken) ist eine französische Gemeinde mit 185 Einwohnern (Stand 1. Januar 2022) im Département Pas-de-Calais in der Region Hauts-de-France (vor 2016: Nord-Pas-de-Calais). Sie gehört zum Arrondissement Saint-Omer und zum Kanton Lumbres.

## Lage
Die Gemeinde Haut-Loquin liegt im Regionalen Naturpark Caps et Marais d’Opale, 25 Kilometer östlich von Boulogne-sur-Mer und 22 Kilometer westlich von Saint-Omer. Nachbargemeinden von Haut-Loquin sind Audrehem im Norden, Journy im Nordosten, Alquines im Osten, Escœuilles im Südwesten sowie Rebergues im Nordwesten.

## Bevölkerungsentwicklung
| Jahr                       | 1962 | 1968 | 1975 | 1982 | 1990 | 1999 | 2006 | 2012 | 2022 |
| Einwohner                  | 172  | 164  | 149  | 151  | 145  | 133  | 149  | 171  | 185  |
| Quellen: Cassini und INSEE |      |      |      |      |      |      |      |      |      |

## Sehenswürdigkeiten
- Kirche St-Pierre aus dem 11. Jahrhundert

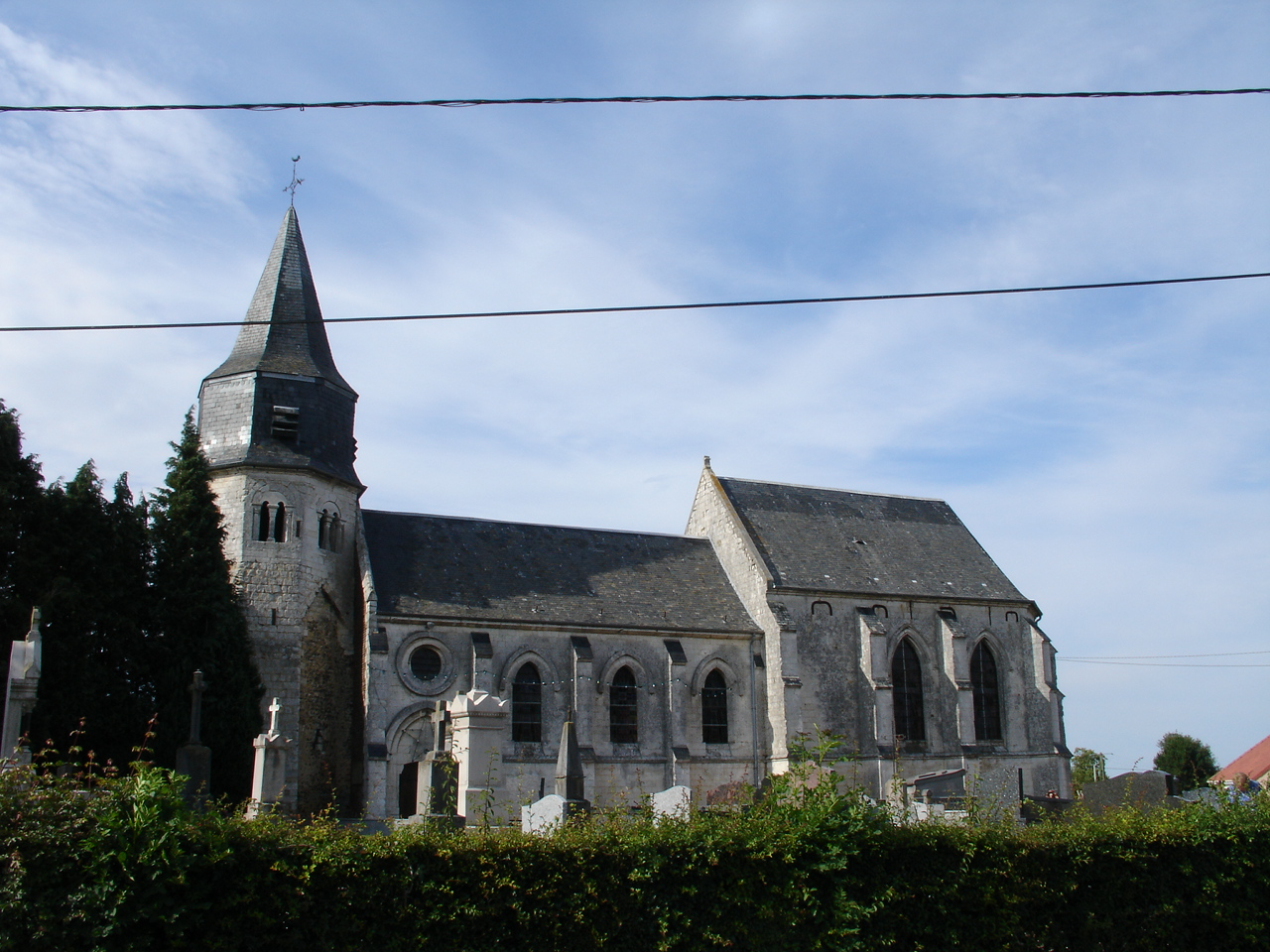
Kirche Saint-Pierre
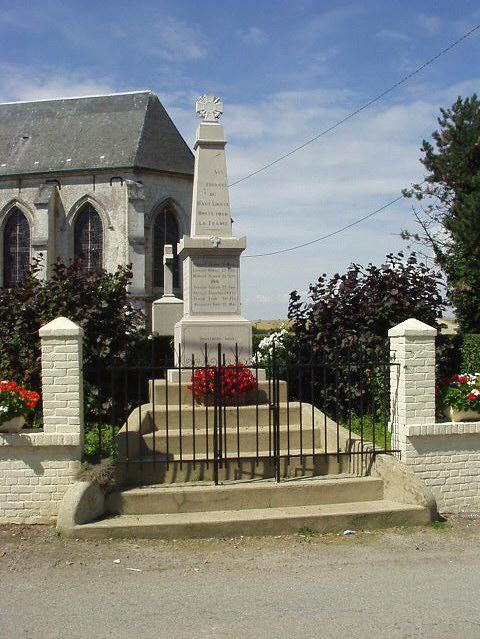
Gefallenendenkmal

## Belege
1. ↑  De Nederlanden in Frankrijk, Jozef van Overstraeten, 1969